# Специальные ночные отряды

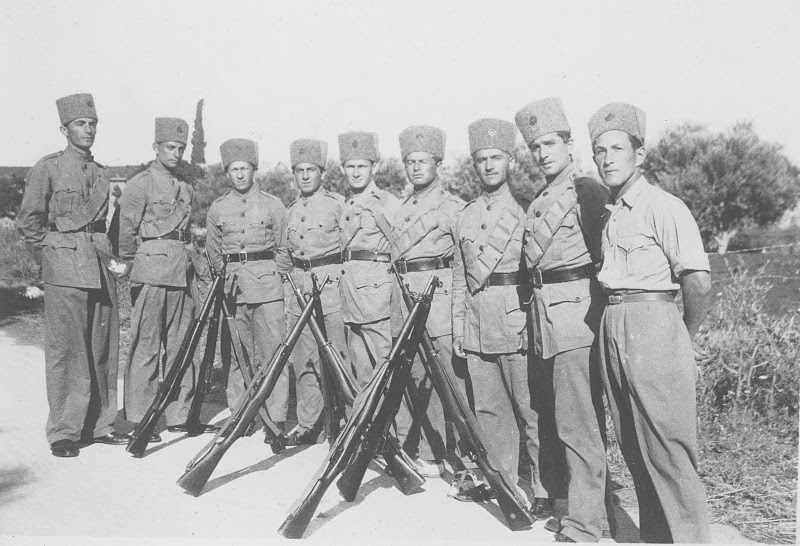
Бойцы специального ночного отряда

Специальные ночные отряды (ивр. פלוגות הלילה המיוחדות‎, англ. Special Night Squads)  –  объединенное британско-еврейское подразделение по борьбе с вооружёнными бандами, созданное капитаном Ордом Вингейтом в подмандатной Палестине в 1938 году, во время  Арабского восстания 1936-1939 годов. Отряды в основном состояли из британских пехотинцев и бойцов, набранных из еврейской вспомогательной полиции. Общая численность подразделения к 1938 году достигла 100 человек. Вингейт  лично отбирал бойцов, среди которых были Игаль Алон и Моше Даян, и обучал их тому, как формировать небольшие мобильные ударные отряды. Вингейт также сотрудничал с еврейским военизированным формированием, «Хагана» , усиливая свои подразделения некоторыми из бойцов полевых отрядов «Хаганы».  Учитывая то, что британские власти не желали формальной организации еврейских воинских частей, неясно, до какой степени военное начальство было осведомлено о конкретных деталях операций Вингейта в этом отношении.

## Создание и развертывание
Специальные подразделения вроде ночных отрядов в Палестине создавались британским командованием после Первой мировой войны в Индии, на северной границе, где гуркхи были обучены противодействию местным повстанцам. Аналогичную задачу решали такие военные структуры, как «черные-пегие», развернутые в Ирландии против местных жителей во время войны за независимость в этой стране.  
Вингейт, будучи офицером разведки Генерального штаба британской армии в Иерусалиме, иэучил, как производятся диверсии и контрабанда оружия на севере Палестины (в  Галилее). В марте 1938 года, после нескольких недель постановки засад и патрулирования, он получил разрешение от командующего британскими вооружёнными силами генерал-лейтенанта Арчибальда Уэйвелла на создание совместного британско-еврейского подразделения для ночных операций против арабских бандитских формирований. Однако Еврейское агентство сначала выступило против этого предприятия, что привело к его отсрочке до начала июня. 
Новый британский командующий, генерал-лейтенант Роберт Хейнинг, также одобрил предложение Вингейта, и специальные ночные отряды начали действовать в начале июня 1938 года. Военный историк Хью Строн  назвал тактику, которую использовал Вингейт с благословения британских властей формой государственного терроризма  и такой взгляд привёл в конечном итоге к утверждениям, что Вингейт был организатором еврейских «банд убийц» или «эскадронов смерти».   
Три отряда по 12 человек, включая офицеров, были созданы в составе британской 16-й бригады под командованием бригадира Джона Фуллертона Эветса). Первый отряд (командир лейтенант Х.Э.Н.Бредин) был укомплектован солдатами из Королевского отряда Ольстерских стрелков , второй отряд(командир лейтенант Майкл «Майк» Гров) – из Королевского полка Западного Кента и третий (под командованием лейтенанта Роберта Кинг-Кларка)) — из Манчестерского полка.    

В качестве нештатных сотрудников местной полиции в отряды были включены 25 евреев, членов Хаганы. Назначение еврейских бойцов осуществляли региональные командиры Хаганы и лично командир полевых подразделений Хаганы  Ицхак Саде. Позже, в отряды были назначены еще 50 кадровых бойцов Хаганы.   

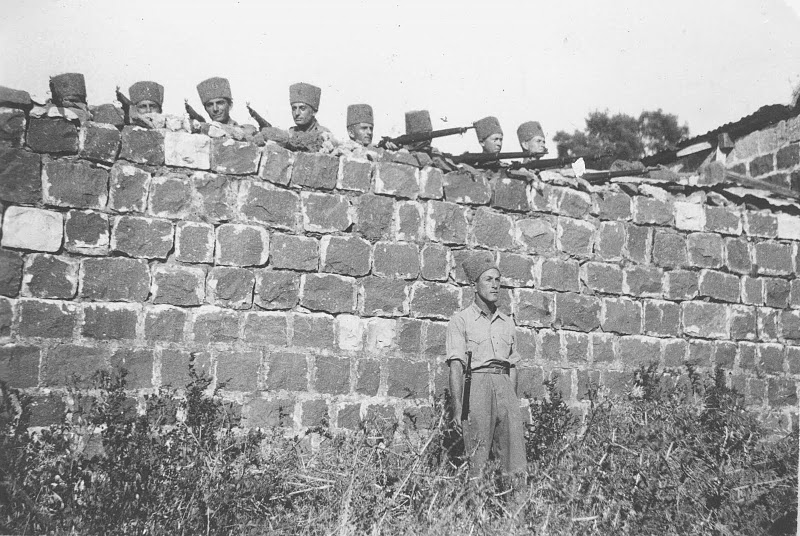
Бойцы особых ночных отрядов, возможно, в Кфар-Таворе

Успех специальных ночных отрядов привел к созданию четвертого подобного подразделения на равнине Шарон, которому поручено охранять линию электропередачи. В течение 1939 года каждая британская бригада в Палестине создала свои специальные ночные отряды, хотя и без участия евреев. 
В октябре 1938 года Вингейт  уехал в отпуск в Англию. Во время своего отпуска он был связан с сионистским противодействием докладу Комиссии Вудхеда по размежеванию между евреями и арабами в подмандатной Палестине, встречаясь с такими известными людьми, как Малкольм Макдональд, тогдашний секретарь колоний, лорд Бивербрук и Уинстон Черчилль. Эта политическая активность была осуждена командирами Вингейта, которые в ноябре 1938 года отстранили его от командования специальными ночными отрядами. На этом посту его сменил Х. Э. Н. Бредин, который командовал отрядами до их расформирования. В январе 1939 года британская политика изменилась  и еврейским нештатным бойцам было запрещено участвовать в наступательных операциях. После этого еврейские специальные ночные отряды использовались в основном в охране тюрем и гарнизонов. В сентябре 1939 года они были расформированы. 
Самого Вингейта британские власти посчитали угрозой безопасности на территории подмандатной Палестины и выслали его за пределы страны, со штампом в паспорте «Не допускается въезд в Палестину». 

## Операции  отрядов
Основной задачей специальных отрядов была защита нефтепровода компании «Iraq Petroleum», на который часто нападали арабские вооружённые банды. Отряды также совершили налет на известные базы бандитов, деревни Дабурия и Хирбат Лид. Успех действий отряда привел к прекращению нападений на трубопровод и уменьшил активность вооруженных банд в этом районе. Предполагается, что около 12,5% всех потерь среди бандитов в 1938 году были вызваны действиями отряда, который потерял в бою только двух человек. По словам израильского военного историка Мартина ван Кревельда, бойцов обучали «…как убивать без угрызений совести, как допрашивать захваченных, расстреливая каждого десятого человека, чтобы заставить остальных говорить, и как пугать будущих террористов, погружая их головы в лужи нефти, а затем освобождать их, чтобы они рассказали другим, что их ждёт».  

## Признание
За свои действия Вингейт был награжден Орденом за выдающиеся заслуги , а три британских офицера, командовавших отрядами были награждены Военным крестом. Несколько солдат и нештатных бойцов были также награждены медалями и благодарностью командования. Специальные ночные отряды считаются первыми отрядами спецназа британской армии и предшественниками частей Особой воздушной службы.  

## Критика
Йорам Канюк пишет: 
 Операции происходили чаще и становились все более безжалостными. Арабы жаловались англичанам на жестокость Вингейта и жесткие карательные методы. Даже члены полевых отрядов жаловались ... что во время набегов на лагеря бедуинов Вингейт вёл себя крайне жестоко и беспощадно. Вингейт верил в принцип неожиданности наказании, который был разработан, чтобы ограничить банды их деревнями. Не раз он выстраивал мятежников в ряд и хладнокровно стрелял в них. Вингейт не пытался оправдать себя; оружие и война не могут быть чистыми.  
Фельдмаршал Монтгомери, который в качестве командующего северной Палестиной контролировал действия специальных ночных отрядов, сказал Моше Даяну в 1966 году, что, по его мнению, Вингейт был «психически неуравновешен и что лучшее, что он когда-либо сделал,  –  это погиб в авиакатастрофе в 1944 году». 